# اتان فرانسوا-راوالیر
اتان فرانسوا-راوالیر (انگلیسی: Ethan Francois-Ravalier؛ زادهٔ ۱۳ دسامبر ۱۹۹۶) بازیکن فوتبال اهل بریتانیا است.
وی همچنین در تیم ملی فوتبال گرنادا بازی کرده‌است.